# Rolf Krake (Deense koning)
Rolf Krake, ook gespeld als Hrólfr Kraki, Hroðulf, Hrothulf, Rolfo, Roluo, Rolf Krage of Roulf Kraka, was een legendarische maar historisch niet bevestigde koning uit de Deense protohistorie (vroege 6e eeuw). De naam 'Rolf' is waarschijnlijk afgeleid van het Oernoordse Hrōþi wulfaz (beroemde wolf); de naam 'Krake is mogelijk afkomstig van het woord 'krage', een boomstam die van takken ontdaan is en dient als steun.
Rolf Krake is hoofdrolspeler in IJslandse en Deense heldenverhalen uit de 12e en 13e eeuw, en ook komt hij voor in de Beowulf, in Widsith, in de Gesta Danorum van Saxo Grammaticus, in de Skáldskaparmál van Snorri Sturluson, in de Chronicon Lethrense (kroniek van Lejre), in de Rolf Krake-sage, de Skjöldunga-sage, de Ynglinga-sage en de Gautreks-sage. Volgens meerdere bronnen zou hij lid zijn van de Scyldin-stam, en de kroonopvolger van zijn oom, koning Hroðgar. Verondersteld wordt, dat Rolf Krake (Hrothulf), de zoon was van Hrothgars broer Halga (Helgi) en Hrothgars zonen Hrethric en Hrothmund om het leven bracht.

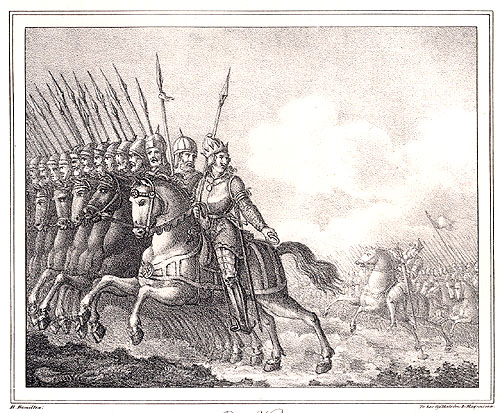
Rolf Krake strooit goud op de grond in een poging om Zweden die hem achtervolgen, af te schudden. Tekening van Hugo Hamilton, 1830.

## Skaldskaparmal
In Snorri Sturlusons Skaldkaparmal wordt uitgelegd waarom goud 'Kraki's zaad' wordt genoemd. De moeder van de Deense koning Hrolf Kraki, Yrsa, was getrouwd met de Zweedse koning Adils. Adils was in oorlog met de Noorse koning Ali. Op het bevroren meer Vaeni zouden ze elkaar treffen. Adils vroeg aan Kraki om hem bij te staan, hij zou het loon van zijn leger betalen. Maar Kraki was zelf in gevecht met de Saksen en stuurde twaalf berserkers. Onder hen waren Bodvar Bjarki, Hjalti de Moedige, Hvitserk de Dappere, Vott, Veseti en de broers Svipdag en Beigud. Ali sneuvelde en Kraki's berserkers vroegen Adils om hun loon, die hen dat weigerde. Nu kwam Kraki met zijn berserkers mee naar Uppsala en er ontstond een schermutseling met Adils mannen in de hal waar Yrsa haar zoon onderdak had gegeven. Yrsa gaf haar zoon een hoorn met goud en adviseerde hem naar de Fyri-vlakten terug te keren. Toen de Zweden te dichtbij kwamen strooide Kraki met goud uit zijn hoorn. Adils ruiters grepen naar het goud, maar Adils reed zelf op zijn snelle paard Slungnir verder. Tot Kraki de gouden ring Sviagris (Zweedse varken) op de grond wierp en Adils zich bukte om deze met zijn speer te pakken. Kraki zei: "Ik heb de machtigste van de Zweden laten kruipen als een varken", waarna ze uiteen gingen.
Er was een historische Slag op het Vänermeer rond 530. Ohthere (Ottar Vendelkrake), de eerste historische koning van Zweden, was gestorven en zijn broer Onela (Ali) van het Zweedse Uppland (niet het Noorse Oppland) nam de troon over, tegen de wens in van Ohtheres zonen Eanmund en Eadgils (Adils). Onela was dus een Zweedse usurpator en geen Noorse koning. Eadgils vroeg om hulp bij de Gautische koning Heardred (Hygelacs zoon), maar in de strijd wist Onela zowel Eanmund als Heardred te doden. Toen kwam volgens het epos Beowulf Heardreds opvolger Beowulf Eadgils te hulp, waarna Eadgils zijn oom Onela wist te overwinnen en koning van Zweden werd.
- Gemeinsame Normdatei: 1014427932
- Library of Congress Control Number: nr98005505
- Virtual International Authority File: 34368167